# Kuhtor (Orsoy)

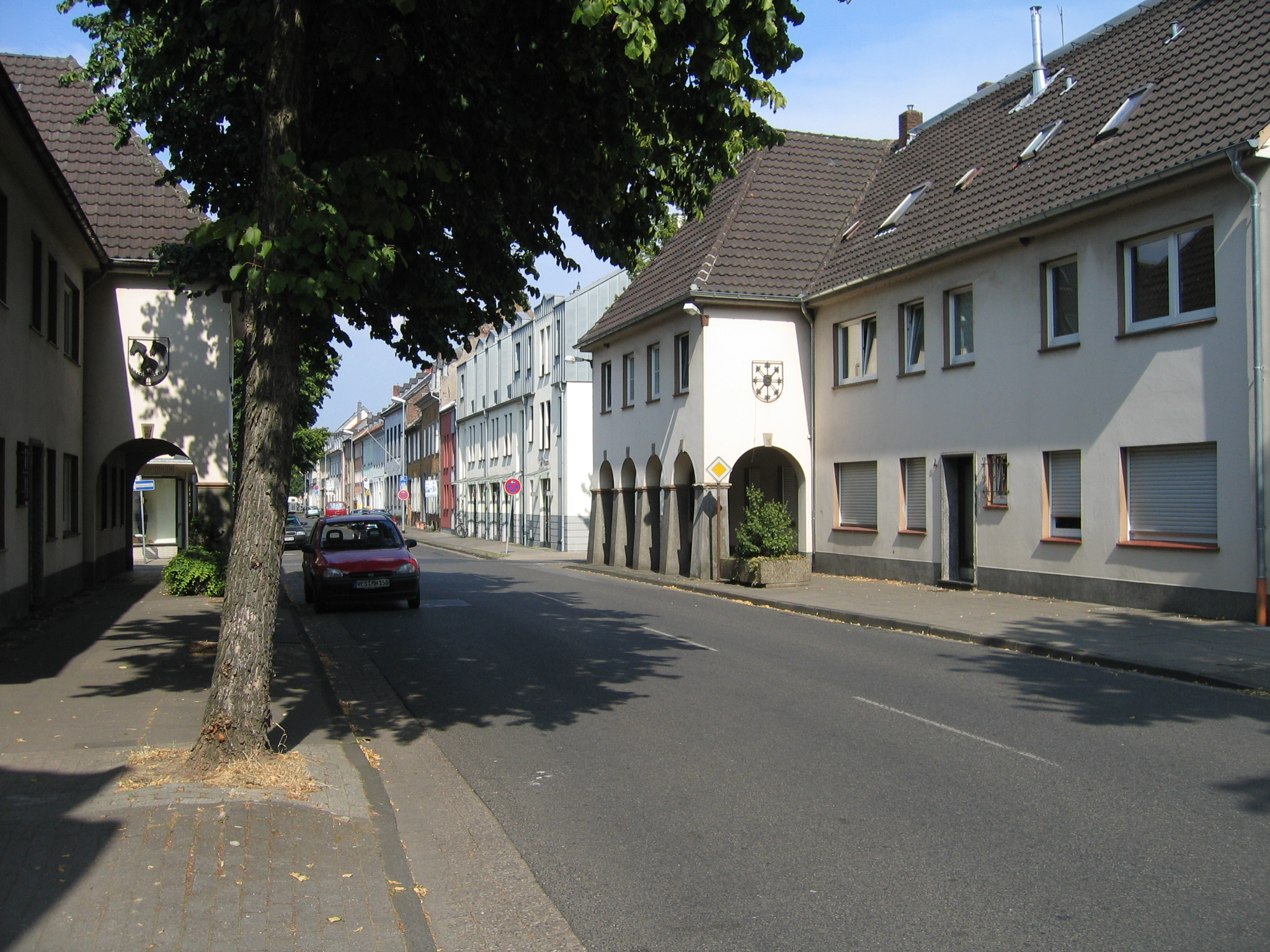
Nachkriegszeitliches Kuhtor. Links Wappen der Stadt Orsoy, rechts Wappen des Herzogtums Kleve

Das Kuhtor (Niederrheinisch: Koepoort) von Orsoy war ein überregional bekanntes Wahrzeichen der ehemaligen Stadt Orsoy, ehe es zum Ende des Zweiten Weltkrieges vorsätzlich durch amerikanische Truppen gesprengt worden ist. Es lag im Südwesten der Stadt, an der gleichnamigen Kuhstraße. Heute existieren an derselben Stelle Wohnhäuser, die in der Nachkriegszeit errichtet worden sind und das Kuhtor in ihrer Anordnung stellvertretend symbolisieren sollen, weshalb diese bzw. die Lücke dazwischen auch heute noch unter der Bevölkerung gelegentlich geographisch als Kuhtor bezeichnet wird.
Das Stadttor war das letzte von ursprünglich vier Stadttoren der mittelalterlichen Stadtbefestigung Orsoys.

## Geschichte
Das Kuhtor wurde wahrscheinlich gegen Ende des 14. Jahrhunderts erbaut. Diese Annahme stützt sich darauf, dass bereits 1394 das Binsheimer Tor namentlich erwähnt wurde und die anderen drei Stadttore mit Sicherheit zur gleichen Zeit errichtet wurden.
Im März 1945 eroberten amerikanische Streitkräfte die Stadt Orsoy und nahmen nahezu die gesamte verbliebene Orsoyer Zivilbevölkerung – 1600 an der Zahl – im Marienhospital in Gewahrsam. Die wehrfähige männliche Bevölkerung wurde wiederum zum Großteil in das Kriegsgefangenenlager Rheinberg interniert. Kurz darauf wurde das Kuhtor am 14. März 1945 vorsätzlich durch amerikanische Truppen gesprengt, damit ihre Panzer passieren konnten. Bei der Sprengung wurde das damals gut 500 Jahre alte Gebäude irreparabel zerstört.
Nach dem Krieg wurde das Kuhtor nicht rekonstruiert. Die angrenzenden neuen Wohngebäude wurden lediglich so gestaltet, dass sich das ehemalige Kuhtor erahnen lässt. Dennoch wird in der Bevölkerung geographisch immer noch vom Kuhtor gesprochen. Anfang des 21. Jahrhunderts wurden bei Straßensanierungen die Grundmauer der Doppeltoranlage entdeckt und konnten entsprechend der historischen Pläne nachgewiesen werden. Der Grundriss der Anlage wurde in Form von roten Pflastersteinen auf der Straße und den Gehwegen verewigt.
2020 wurde ein Perspektivpapier von verschiedenen lokalen Vereinen mit Federführung durch den Bürgerschützenverein Orsoy von 1551 veröffentlicht, in welchem unter anderem der Wiederaufbau des Kuhtors vorgeschlagen worden ist.

## Bauwerk
Beim Kuhtor handelte es sich ursprünglich um einen viereckigen Torturm. Dieser war mit einem Satteldach bedeckt und ragte hoch über die Stadtmauer hinaus. Das Tor selber dürfte zwei Stockwerke gehabt haben und war damit zu Anfang wesentlich höher, als es von späteren Fotografien bekannt ist. Der Turm war versehen mit Gucklöchern und Schießscharten und war oben von einer Zinnengalerie abgeschlossen. Es wird davon ausgegangen, dass der Turm des Weiteren vier Eckwarten besaß.
Das Kuhtor war eine Doppeltoranlage mit einem ungleichmäßigen und komplizierten Grundriss. Dies lässt sich durch verschiedene Bauphase erklären. Vor dem Haupttor, dem eigentlichen Kuhtor, lagen etwas versetzt in einer Entfernung von circa 19 Metern zwei kleine Rundtürme. Diese waren mit dem Haupttor durch zwei Mauern verbunden und bildeten hiermit einen sogenannten Zwinger. Durch diesen Zwinger führte eine Brücke über den inneren Stadtgraben. Weitere 20 Meter davor befand sich ein halbrunder Turmbau, daneben auf selber Höhe ein kleiner Rechteckturm. Diese beiden Bauwerke waren ebenfalls mit den mittleren zwei kleinen Rundtürmen verbunden und bildeten den restlichen Zwinger, in welchem eine weitere Brücke über den äußeren Graben führte.
Zu einem späteren, unbekannten Zeitpunkt wurde das Kuhtor zum Teil zurückgebaut. Die Außenanlage verschwand und lediglich der Hauptteil, also das eigentliche Kuhtor blieb bestehen. Dieses wurde um einen Stock reduziert und verlor einige der zuvor genannten Merkmale, bspw. wurde aus dem Satteldach ein Walmdach.

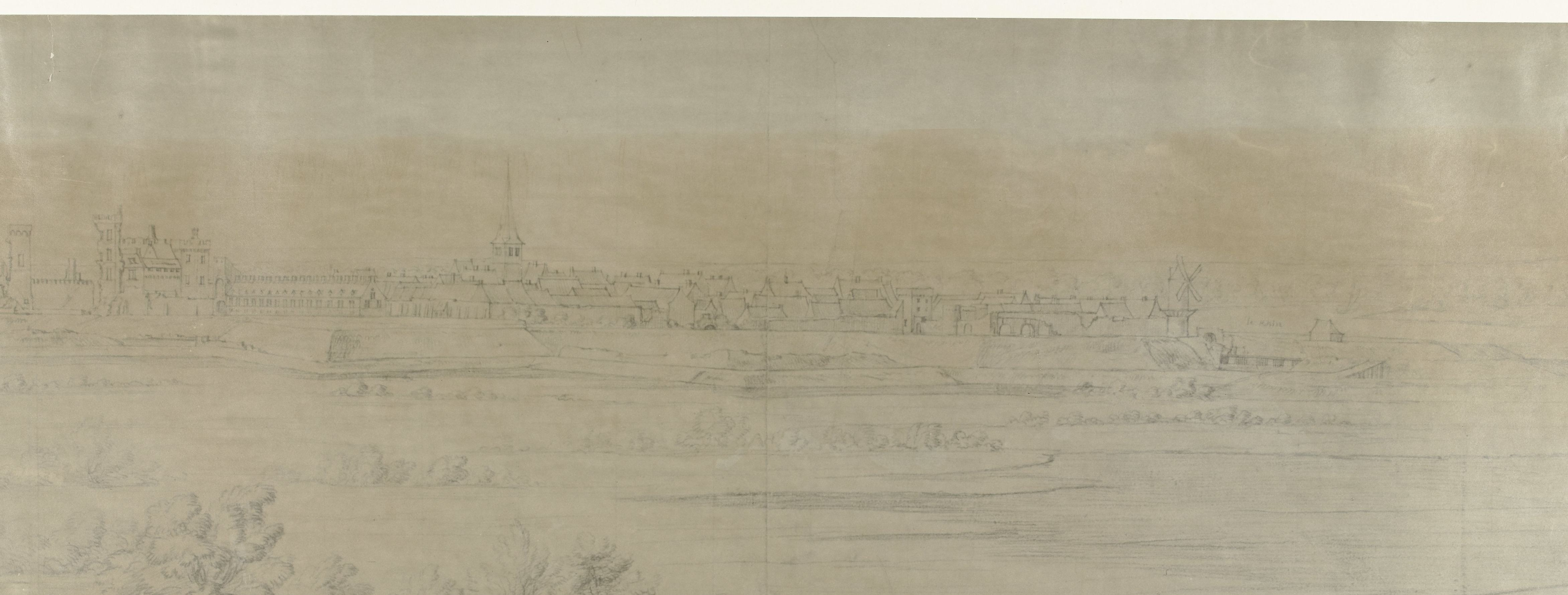
Orsoy nach der Besatzung durch Ludwig XIV. Das Kuhtor ist gut erkennbar zwischen dem rechts liegenden Pulverturm (Mühle) und der mittig liegenden Evangelischen Kirche.